# Grand Prix automobile d'Italie 2004
GP précédent GP suivant
Le Grand Prix automobile d'Italie 2004 (Formula 1 Gran Premio Vodafone d'Italia 2004), disputé sur le circuit de Monza le 12 septembre 2004, est la 728e épreuve du championnat du monde de Formule 1 courue depuis 1950 et la quinzième manche du championnat 2004.

## Qualifications
| Pos | N° | Pilote               | Équipe/Moteur    | Temps          | Écart     |
| --- | -- | -------------------- | ---------------- | -------------- | --------- |
| 1   | 2  | Rubens Barrichello   | Ferrari          | 1 min 20 s 089 |           |
| 2   | 3  | Juan Pablo Montoya   | Williams-BMW     | 1 min 20 s 620 | + 0 s 531 |
| 3   | 1  | Michael Schumacher   | Ferrari          | 1 min 20 s 637 | + 0 s 548 |
| 4   | 8  | Fernando Alonso      | Renault          | 1 min 20 s 645 | + 0 s 556 |
| 5   | 10 | Takuma Satō          | BAR-Honda        | 1 min 20 s 715 | + 0 s 626 |
| 6   | 9  | Jenson Button        | BAR-Honda        | 1 min 20 s 786 | + 0 s 697 |
| 7   | 6  | Kimi Räikkönen       | McLaren-Mercedes | 1 min 20 s 877 | + 0 s 788 |
| 8   | 4  | Antônio Pizzonia     | Williams-BMW     | 1 min 20 s 888 | + 0 s 799 |
| 9   | 7  | Jarno Trulli         | Renault          | 1 min 21 s 027 | + 0 s 938 |
| 10  | 5  | David Coulthard      | McLaren-Mercedes | 1 min 21 s 049 | + 0 s 960 |
| 11  | 16 | Ricardo Zonta        | Toyota           | 1 min 21 s 520 | + 1 s 431 |
| 12  | 14 | Mark Webber          | Jaguar-Cosworth  | 1 min 21 s 602 | + 1 s 513 |
| 13  | 17 | Olivier Panis        | Toyota           | 1 min 21 s 841 | + 1 s 752 |
| 14  | 15 | Christian Klien      | Jaguar-Cosworth  | 1 min 21 s 989 | + 1 s 900 |
| 15  | 11 | Giancarlo Fisichella | Sauber-Petronas  | 1 min 22 s 239 | + 2 s 150 |
| 16  | 12 | Felipe Massa         | Sauber-Petronas  | 1 min 22 s 287 | + 2 s 198 |
| 17  | 18 | Nick Heidfeld *      | Jordan-Ford      | 1 min 22 s 301 | + 2 s 212 |
| 18  | 19 | Giorgio Pantano      | Jordan-Ford      | 1 min 23 s 239 | + 3 s 150 |
| 19  | 20 | Zsolt Baumgartner    | Minardi-Cosworth | 1 min 24 s 808 | + 4 s 719 |
| 20  | 21 | Gianmaria Bruni      | Minardi-Cosworth | 1 min 24 s 910 | + 4 s 821 |

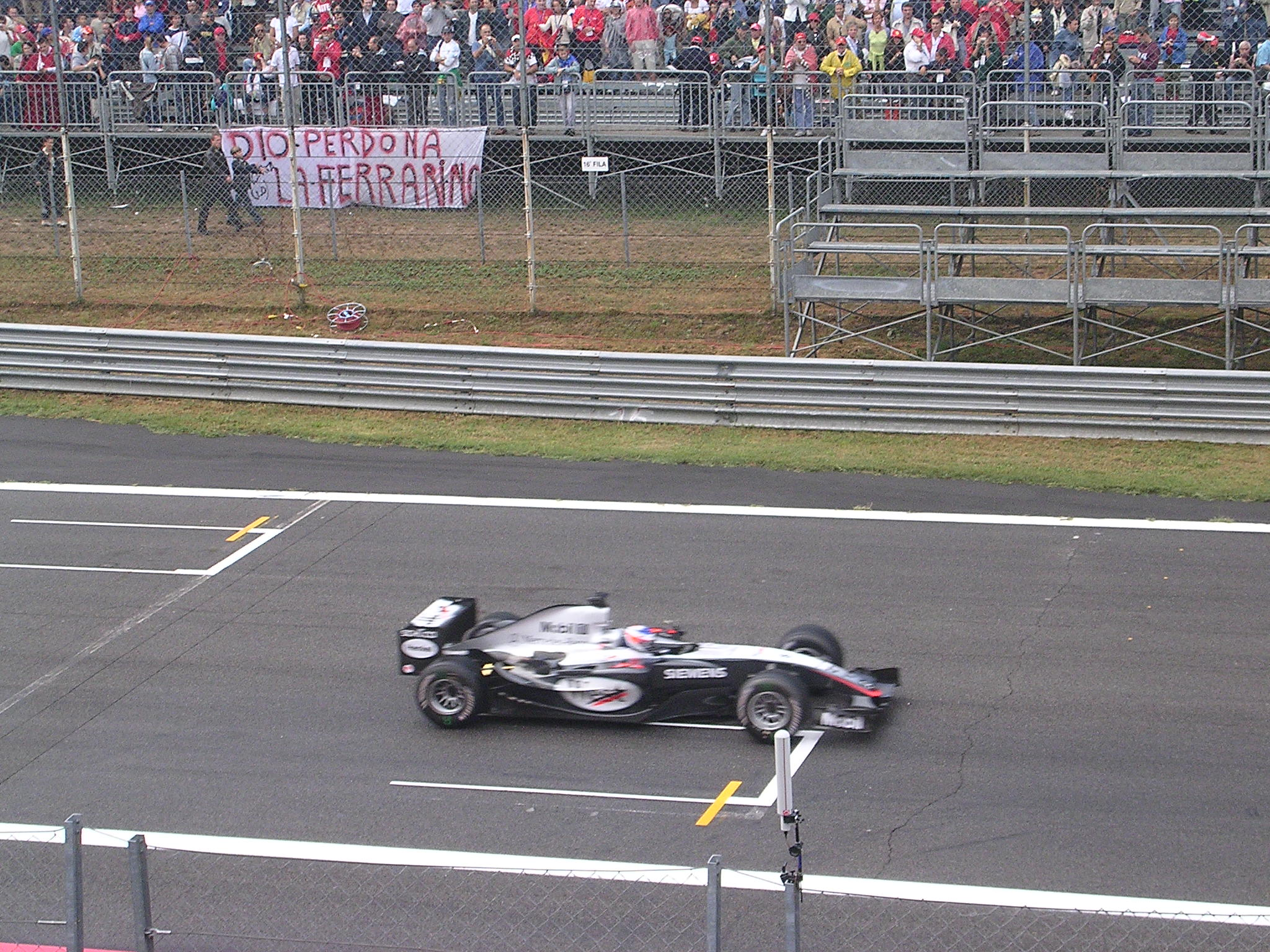
Kimi Räikkönen à Monza en 2004.

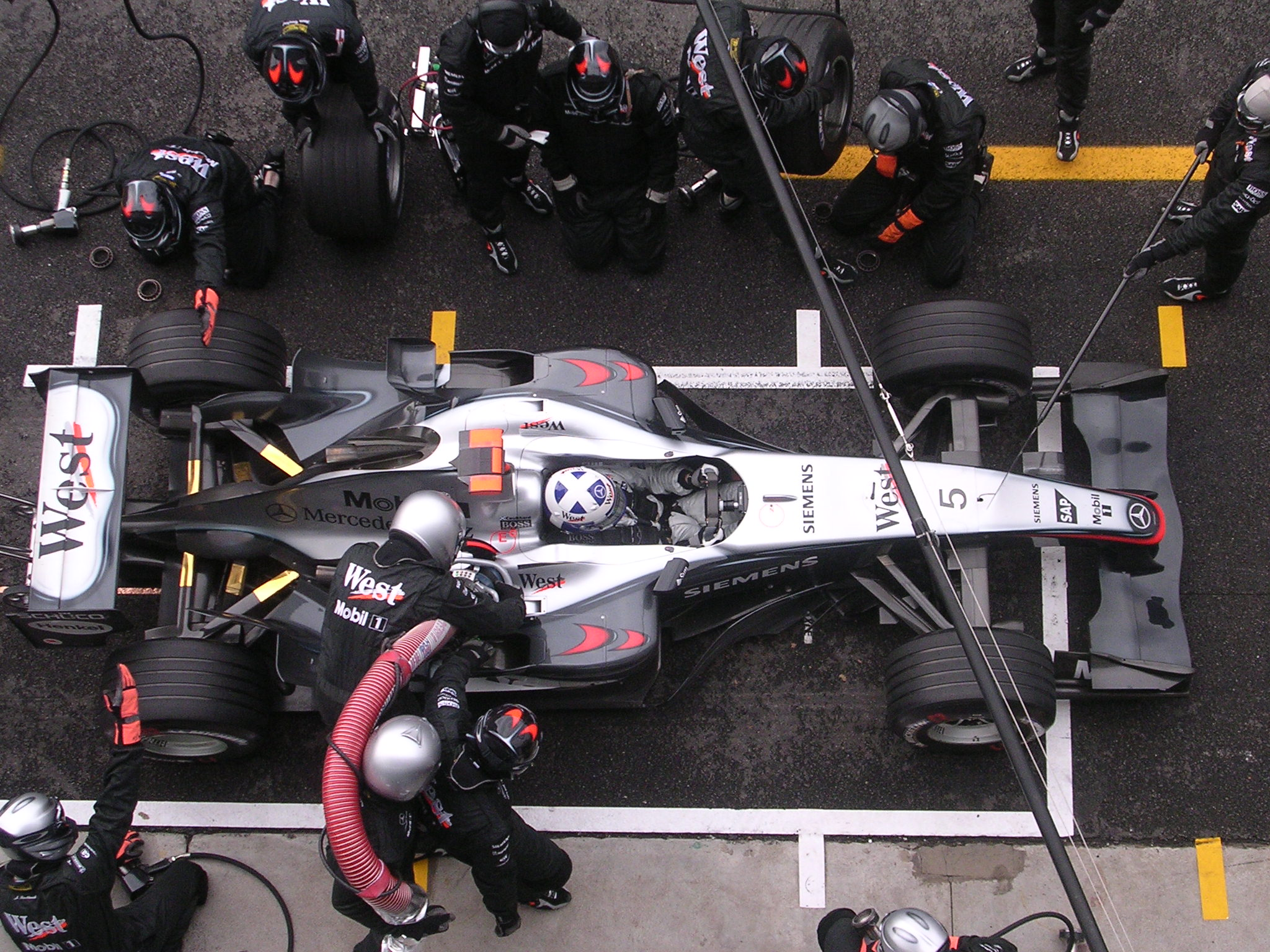
Ravitaillement en course de David Coulthard à Monza en 2004.

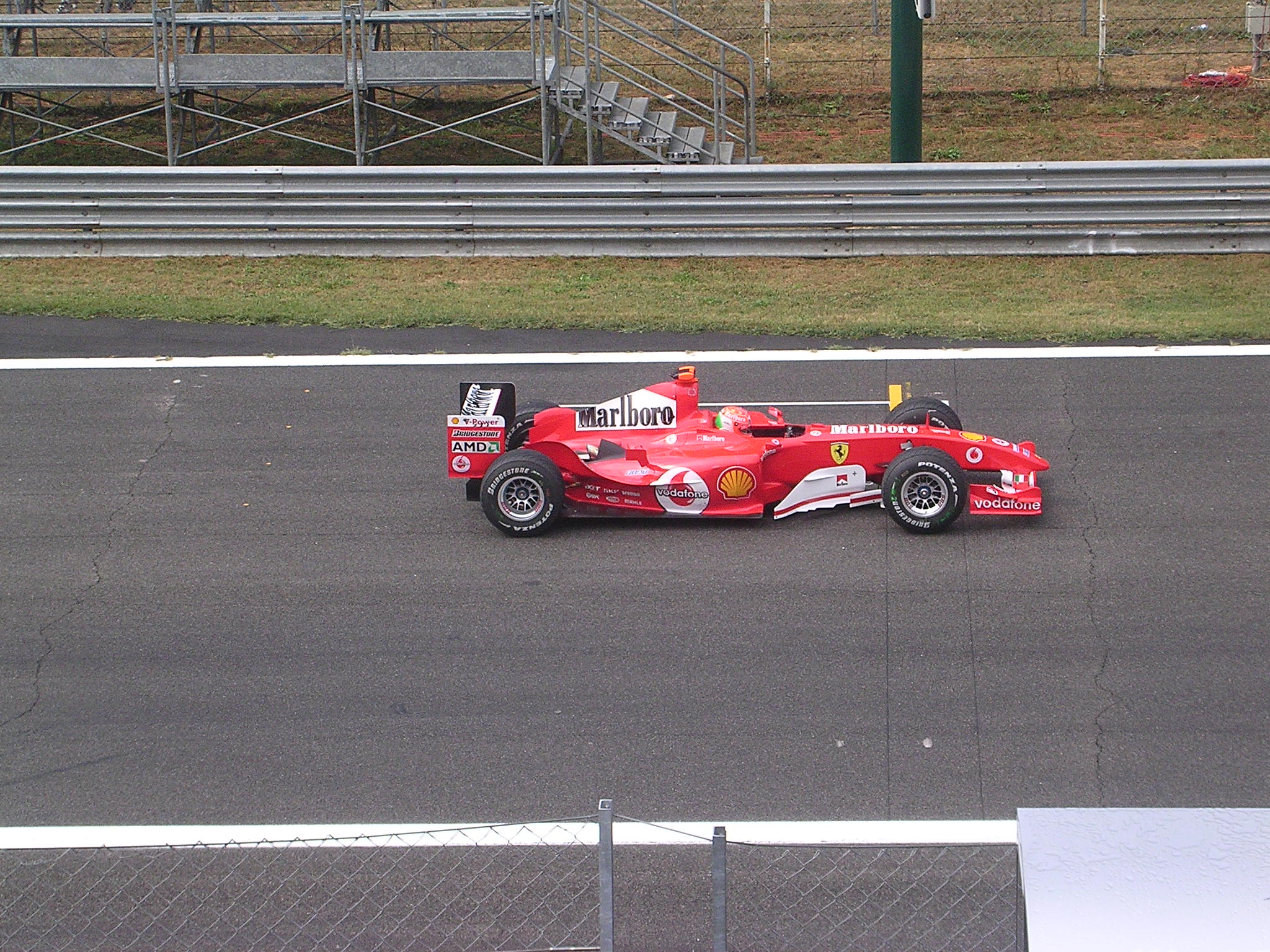
Michael Schumacher, second de l'épreuve.

- Nick Heidfeld est retrogradé à la 20e place après avoir reçu une pénalité de 10 places pour avoir changé de moteur pendant la journée d'essais de vendredi.

## Classement
| Pos  | N° | Pilote               | Écurie           | Tours | Temps/Abandon                      | Grille | Points |
| ---- | -- | -------------------- | ---------------- | ----- | ---------------------------------- | ------ | ------ |
| 1    | 2  | Rubens Barrichello   | Ferrari          | 53    | 1 h 15 min 18 s 448 (244,374 km/h) | 1      | 10     |
| 2    | 1  | Michael Schumacher   | Ferrari          | 53    | + 1 s 347                          | 3      | 8      |
| 3    | 9  | Jenson Button        | BAR-Honda        | 53    | + 10 s 197                         | 6      | 6      |
| 4    | 10 | Takuma Satō          | BAR-Honda        | 53    | + 15 s 370                         | 5      | 5      |
| 5    | 3  | Juan Pablo Montoya   | Williams-BMW     | 53    | + 32 s 352                         | 2      | 4      |
| 6    | 5  | David Coulthard      | McLaren-Mercedes | 53    | + 33 s 439                         | 10     | 3      |
| 7    | 4  | Antônio Pizzonia     | Williams-BMW     | 53    | + 33 s 752                         | 8      | 2      |
| 8    | 11 | Giancarlo Fisichella | Sauber-Petronas  | 53    | + 35 s 431                         | 15     | 1      |
| 9    | 14 | Mark Webber          | Jaguar-Cosworth  | 53    | + 56 s 761                         | 12     |        |
| 10   | 7  | Jarno Trulli         | Renault          | 53    | + 1 min 06 s 316                   | 9      |        |
| 11   | 16 | Ricardo Zonta        | Toyota           | 53    | + 1 min 22 s 531                   | 11     |        |
| 12   | 12 | Felipe Massa         | Sauber-Petronas  | 52    | + 1 tour                           | 16     |        |
| 13   | 15 | Christian Klien      | Jaguar-Cosworth  | 52    | + 1 tour                           | 14     |        |
| 14   | 18 | Nick Heidfeld        | Jordan-Ford      | 52    | + 1 tour                           | 20     |        |
| 15   | 21 | Zsolt Baumgartner    | Minardi-Cosworth | 50    | + 3 tours                          | 19     |        |
| Abd. | 8  | Fernando Alonso      | Renault          | 40    | Sortie de piste                    | 4      |        |
| Abd. | 19 | Giorgio Pantano      | Jordan-Ford      | 33    | Accident                           | 17     |        |
| Abd. | 20 | Gianmaria Bruni      | Minardi-Cosworth | 29    | Incendie au stand                  | 18     |        |
| Abd. | 6  | Kimi Räikkönen       | McLaren-Mercedes | 13    | Moteur                             | 7      |        |
| Abd. | 17 | Olivier Panis        | Toyota           | 0     | Accident                           | 13     |        |

## Pole position et record du tour
- Pole position : Rubens Barrichello en 1 min 20 s 089.
- Meilleur tour en course : Rubens Barrichello en 1 min 21 s 046 au 41e tour.

## Tours en tête
- Rubens Barrichello : 21 (1-4 / 37-53)
- Fernando Alonso : 6 (5-10)
- Jenson Button : 24 (11-34)
- Michael Schumacher : 2 (35-36)

## Statistiques
- 8e victoire pour Rubens Barrichello.
- 180e victoire pour Ferrari en tant que constructeur.
- 180e victoire pour Ferrari en tant que motoriste.
- 14e et dernier Grand Prix pour Giorgio Pantano.
- Dernier Grand Prix pour Jarno Trulli chez Renault, limogé après cinq Grands Prix consécutifs sans avoir marqué de point. Jacques Villeneuve le remplace pour les trois derniers Grands Prix de la saison.
- Antônio Pizzonia réalise le record absolu de vitesse en course par une monoplace de Formule 1 ; il atteint officiellement 369,6 km/h avec sa Williams FW26 ; l'année suivante, sur le même circuit, Kimi Räikkönen, à la fin de la ligne droite des stands, établit un nouveau record, à 370,1 km/h[1],[2],[3].